# Королевский балет Швеции
Шведский королевский балет (швед. Kungliga Baletten) — ведущая балетная труппа Швеции, выступающая в Королевской опере в Стокгольме, является одной из старейших балетных компаний в мире.

## История
С середины XVIII века в стокгольмском театре Stora Bollhuset и в придворных королевских театрах работала французская труппа Луи Дю Лонделя, в которой выступал, в частности, французский танцор Луи Галлодье. В 1771 году французская труппа была распущена шведским королём Густавом III, который решил основать национальную балетную сцену с местными актерами. В 1773 году им был основан Шведский королевский балет, в труппу которого вошли как шведские, так и частично французские актёры. Первым балетмейстером стал Луи Галлодье.
Первоначально труппа выступала в здании театра Stora Bollhuset, но с созданием в Стокгольме  Королевской оперы, балетная труппа выступает с 1782 года по настоящее время в Королевской опере.

## Руководители
| - 1773–1803 годы — Луи Галлодье - 1803–1804 годы — Филиппо Тальони - 1804–1806 годы — Federico Nadi Terrade - 1806–1816 годы — Louis Deland - 1817–1818 годы — Филиппо Тальони - 1818–1820 годы — Louis Deland - 1820–1823 годы — André Isidore Carey - 1823–1827 годы — Giovanni Battista Ambrosiani - 1827–1830 годы — Sophie Daguin - 1827–1833 годы — Per Erik Wallqvist - 1833–1856 годы — Anders Selinder - 1856–1862 годы — Sigurd Harald Lund - 1862–1870 годы — Théodore Martin - 1870–1886 годы — Theodore Marckl - 1887–1890 годы — Robert Sjöblom - 1890–1894 годы — Sigurd Harald Lund - 1894–1901 годы — Max Glasemann - 1901–1905 годы — Otto Zöbisch - 1905–1908 годы — Robert Köller - 1911–1913 годы — Otto Zöbisch | - 1918–1920 годы — Михаил Фокин - 1922–1926 годы — Gunhild Rosén - 1926–1927 годы — Lise Steier - 1927–1931 годы — Jan Cieplinsky - 1931–1951 годы — Julian Algo - 1949–1951 годы — Antony Tudor - 1953–1962 годы — Mary Skeaping - 1962–1963 годы — Энтони Тюдор - 1964–1966 годы — Брайан Макдональд - 1967–1971 годы — Эрик Брун - 1971–1980 годы — Ivo Cramér - 1980–1984 годы — Gunilla Roempke - 1986–1993 годы — Nils Ake-Häggbom - 1993–1995 годы — Simon Mottram - 1995–1999 годы — Frank Andersen - 1999–2001 годы — Petter Jacobsson - 2002–2008 годы — Мадлен Онне - 2008–2011 годы — Marc Ribaud - 2011–2016 годы — Йоханнес Оман - с 2017 года — Николя Ле Риш |